# Abbaye de Singeverga
L'abbaye Saint-Benoît de Singeverga est une abbaye bénédictine masculine de clôture monastique appartenant à la congrégation de l'Annonciation au sein de la confédération bénédictine de l'Ordre de Saint-Benoît. Elle a été fondée en 1892 et comprend aujourd'hui trente-quatre moines et une centaine d'oblats séculiers. Elle se trouve au Portugal à Roriz (Santo Tirso), près de Porto.

## Fondations
- Prieuré de Lamego (Portugal)
- Prieuré de Porto (Portugal)
- Maison bénédictine à Lisbonne (Portugal)
- Prieuré de Luena (Angola)
- Maison bénédictine à Huambo (Angola)